# Canton de Combeaufontaine
Le canton de Combeaufontaine est un ancien canton français situé dans le département de la Haute-Saône et la région Franche-Comté.

## Géographie
Ce canton est organisé autour de Combeaufontaine dans l'arrondissement de Vesoul. Son altitude varie de 209 m (Purgerot) à 376 m (Chargey-lès-Port) pour une altitude moyenne de 256 m.

## Représentation

### Conseillers d'arrondissement (de 1833 à 1940)
| Période                                  | Période      | Identité                                      | Étiquette | Qualité |
| ---------------------------------------- | ------------ | --------------------------------------------- | --------- | --- |
| 1833                                     | 1842         | Claude Emmanuel Grandmaitre                   |           | Propriétaire, maire de Combeaufontaine                                                                      |
| 1842                                     | 1848         | Pierre François Augustin Chiffert (1799-1876) |           | Notaire, maire de Purgerot                                                                                  |
|                                          |              |                                               |           | |
| 1919                                     | 1930 (décès) | Ernest Garnier                                | Rad.      | Maire de Gevigney, suppléant du juge de paix                                                                |
| 1930                                     | 1936         | Paul Malparty                                 | Rad.      | Agriculteur à Gevigney                                                                                      |
| 1936                                     | 1940         | Auguste Clément (1884-1959)                   | Rad.      | Agriculteur, maire d'Arbecey                                                                                |
| 1940                                     |              |                                               |           | Les conseils d'arrondissement ont été suspendus par la loi du 12 octobre 1940 et n'ont jamais été réactivés |
| Les données manquantes sont à compléter. |              |                                               |           | |

### Conseillers généraux de 1833 à 2015
| Période | Période           | Identité                    | Étiquette    | Qualité                                                                   |
| ------- | ----------------- | --------------------------- | ------------ | ------------------------------------------------------------------------- |
| 1833    | 1848              | Claude-François Delaroche   |              | Avocat à Augicourt                                                        |
| 1848    | 1871              | Jean Louis Eugène Willemot  |              | Substitut à Arbois (Jura) puis Procureur de la République à Vesoul        |
| 1871    | 1883              | Jules Willemot              | Droite       | Ancien conseiller à la Cour Impériale de Besançon Propriétaire à Gevigney |
| 1883    | 1889              | Isidore Parguez (1819-1891) | Républicain  | Docteur en médecine à Besançon (Doubs)                                    |
| 1889    | 1895              | Auguste Chiffert            | Droite       | Propriétaire à Purgerot                                                   |
| 1895    | 1907              | Frédéric Jolyet             | Républicain  | Conservateur des forêts en retraite Maire de Chargey-lès-Port (1893-1899) |
| 1907    | 1914 (décès)      | Ernest Garnier              |              | Cultivateur, Gevigney                                                     |
| 1914    | 1919              | siège vacant                |              |                                                                           |
| 1919    | 1936 (décès)      | Alexandre Vernier           | Rad.         | Maire de Combeaufontaine                                                  |
| 1936    | 1940              | Paul Malparty               | Rad.         | Agriculteur à Gevigney, conseiller d'arrondissement                       |
|         |                   |                             |              |                                                                           |
| 1943    | 1945              | Joseph Durget               |              | Conseiller municipal de Purgerot Nommé conseiller départemental en 1943   |
|         |                   |                             |              |                                                                           |
| 1945    | 1955              | Maurice Perrin              | Rad.         | Conseiller municipal de Vesoul                                            |
| 1955    | 1976 (annulation) | Abbé Émile Bichet           | DVD          | Curé de Gevigney                                                          |
| 1976    | 1985              | Jacques Spitz               | DVD puis RPR | Maire de Combeaufontaine                                                  |
| 1985    | 1992              | Louis Mennetrey             | UDF          | Maire d'Aboncourt-Gesincourt                                              |
| 1992    | 2003 (décès)      | Henri Mariotte (1935-2003)  | RPR puis UMP | Chef d'entreprise à Augicourt                                             |
| 2003    | 2015              | Joëlle Laure-Libersa        | DVG          | Chef d'entreprise Conseillère municipale puis Maire de Combeaufontaine    |

## Composition
| Fresne Scey Dampierre Champlitte Champagney Faucogney Lux St-Sauveur Mélisey Rioz Marnay Gy Autrey Gray Montbozon Saulx Port-s-Saône Combeauf. Vitrey Jussey Vauvillers St-Loup Amance Lure-Nord Lure-Sud Villersexel V.E. V.O. Noroy H.O. H.E. Pesmes |

Le canton de Combeaufontaine groupe 16 communes et compte 3 090 habitants (recensement de 1999 sans doubles comptes).
| Nom                         | Code Insee | Intercommunalité             | Population (dernière pop. légale) |
| --------------------------- | ---------- | ---------------------------- | --------------------------------- |
| Combeaufontaine (chef-lieu) | 70165      | CC des Hauts du Val de Saône | 535 (2014)                        |
| Aboncourt-Gesincourt        | 70002      | CC des Hauts du Val de Saône | 215 (2014)                        |
| Arbecey                     | 70025      | CC des Hauts du Val de Saône | 258 (2014)                        |
| Augicourt                   | 70035      | CC des Hauts du Val de Saône | 163 (2014)                        |
| Bougey                      | 70078      | CC des Hauts du Val de Saône | 95 (2014)                         |
| Chargey-lès-Port            | 70133      | CC Terres de Saône           | 239 (2014)                        |
| Cornot                      | 70175      | CC des Hauts du Val de Saône | 142 (2014)                        |
| Fouchécourt                 | 70244      | CC des Hauts du Val de Saône | 113 (2014)                        |
| Gevigney-et-Mercey          | 70267      | CC des Hauts du Val de Saône | 464 (2014)                        |
| Gourgeon                    | 70272      | CC des Hauts du Val de Saône | 230 (2014)                        |
| Lambrey                     | 70293      | CC des Hauts du Val de Saône | 88 (2014)                         |
| Melin                       | 70337      | CC des Hauts du Val de Saône | 56 (2014)                         |
| La Neuvelle-lès-Scey        | 70386      | CC des Combes                | 179 (2014)                        |
| Oigney                      | 70392      | CC des Hauts du Val de Saône | 53 (2014)                         |
| Purgerot                    | 70427      | CC Terres de Saône           | 352 (2014)                        |
| Semmadon                    | 70486      | CC des Hauts du Val de Saône | 121 (2014)                        |

## Démographie
| 1962  | 1968  | 1975  | 1982  | 1990  | 1999  | 2006  | 2011  | 2012  |
| ----- | ----- | ----- | ----- | ----- | ----- | ----- | ----- | ----- |
| 3 839 | 3 566 | 3 127 | 3 033 | 3 021 | 3 090 | 3 369 | 3 338 | 3 320 |